# Golden Globe alla carriera
I vincitori del Golden Globe alla carriera, intitolato a Cecil B. DeMille, primo vincitore, sono stati i seguenti.

## Albo d'oro

### Anni 1950
- 1952 - Cecil B. DeMille
- 1953 - Walt Disney
- 1954 - Darryl F. Zanuck
- 1955 - Jean Hersholt
- 1956 - Jack L. Warner
- 1957 - Mervyn LeRoy
- 1958 - Buddy Adler
- 1959 - Maurice Chevalier

### Anni 1960
- 1960 - Bing Crosby
- 1961 - Fred Astaire
- 1962 - Judy Garland
- 1963 - Bob Hope
- 1964 - Joseph E. Levine
- 1965 - James Stewart
- 1966 - John Wayne
- 1967 - Charlton Heston
- 1968 - Kirk Douglas
- 1969 - Gregory Peck

### Anni 1970
- 1970 - Joan Crawford
- 1971 - Frank Sinatra
- 1972 - Alfred Hitchcock
- 1973 - Samuel Goldwyn
- 1974 - Bette Davis
- 1975 - Hal B. Wallis
- 1976 - Non assegnato
- 1977 - Walter Mirisch
- 1978 - Red Skelton
- 1979 - Lucille Ball

### Anni 1980
- 1980 - Henry Fonda
- 1981 - Gene Kelly
- 1982 - Sidney Poitier
- 1983 - Laurence Olivier
- 1984 - Paul Newman
- 1985 - Elizabeth Taylor
- 1986 - Barbara Stanwyck
- 1987 - Anthony Quinn
- 1988 - Clint Eastwood
- 1989 - Doris Day

### Anni 1990
- 1990 - Audrey Hepburn
- 1991 - Jack Lemmon
- 1992 - Robert Mitchum
- 1993 - Lauren Bacall
- 1994 - Robert Redford
- 1995 - Sophia Loren
- 1996 - Sean Connery
- 1997 - Dustin Hoffman
- 1998 - Shirley MacLaine
- 1999 - Jack Nicholson

### Anni 2000
- 2000 - Barbra Streisand
- 2001 - Al Pacino
- 2002 - Harrison Ford
- 2003 - Gene Hackman
- 2004 - Michael Douglas
- 2005 - Robin Williams
- 2006 - Anthony Hopkins
- 2007 - Warren Beatty
- 2008 - Non assegnato
- 2009 - Steven Spielberg[1]

### Anni 2010
- 2010 - Martin Scorsese
- 2011 - Robert De Niro
- 2012 - Morgan Freeman
- 2013 - Jodie Foster
- 2014 - Woody Allen
- 2015 - George Clooney
- 2016 - Denzel Washington
- 2017 - Meryl Streep
- 2018 - Oprah Winfrey
- 2019 - Jeff Bridges

### Anni 2020
- 2020 - Tom Hanks
- 2021 - Jane Fonda
- 2022 - Non assegnato
- 2023 - Eddie Murphy
- 2024 - Non assegnato
- 2025 - Viola Davis